# 中村法道
中村 法道（なかむら ほうどう、1950年11月29日 - ）は、日本の政治家。勲等は旭日重光章。長崎県知事（公選第17・18・19代）を歴任。名前の本来の読みは「のりみち」。

## 来歴
長崎県南高来郡有家町（現：南島原市有家町）の一本釣り漁師の家に生まれる。長崎県立島原高等学校、長崎大学経済学部卒業。1973年、長崎県庁に入庁。最初の配属先である税務課の上司に二井関成（第42・43・44・45代山口県知事）がいた。その後国際課長、日蘭交流400周年記念事業推進室長、秘書課長、対馬支庁（現：対馬振興局）長、農林部長、総務部長等を歴任し、2009年4月に長崎県副知事に就任した。
2009年11月4日、金子原二郎長崎県知事が2010年2月に行われる長崎県知事選挙に出馬しない意向を表明。自由民主党や地元財界からの立候補の要請を受け、同年12月22日に副知事を辞任し、出馬を表明した。

### 2010年長崎県知事選挙
選挙戦では財界関係者らが組織した「新知事をつくる県民の会」を母体に、農業者農政運動組織連盟のほか、各種団体の推薦、自民・公明両党及び金子知事の個人後援会からの支援も受け、民主・社民・国民新の与党3党の推薦及び連合長崎の支持を受けた元農水官僚の橋本剛や、元自民党参議院議員でプロレスラーの大仁田厚ら、過去最多の対抗馬6人を破り初当選した。
なお、長崎県の衆参の6選挙区の当選者は全員民主党所属の議員であり、衆院選以来の初の大型地方選挙での民主党推薦候補の敗北は、民主党に少なからず衝撃を与えた。この知事選で民主党系候補の敗北に就いて、民主党の小沢一郎幹事長は、直接の責任は否定しつつも、敗因の一つに自身の元秘書3人が起訴された陸山会事件を挙げ、「私自身の不徳の致すところで皆様にご迷惑をかけたことは大変申し訳なく思っているし、それが決してプラスの要因には働いたことはない」と述べた。また、鳩山由紀夫首相（民主党代表）も「厳しかった。国政の影響があったことは否めない。政治とカネの問題の影響を受けたと言うべきだ。真摯に受け止める必要がある」と述べた。

### 長崎県知事

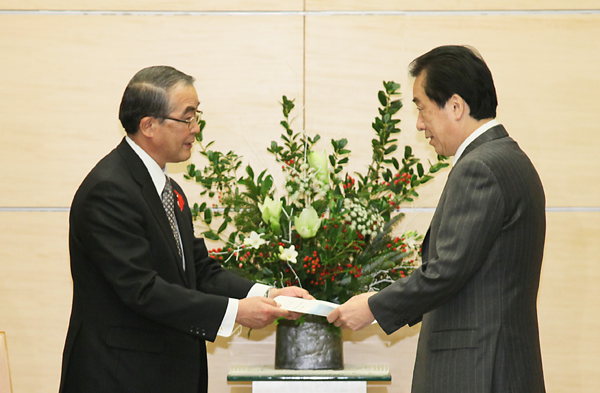
2010年12月、中村（左）と菅直人首相（当時・右）。

3月2日に長崎県庁に初登庁し、長崎県知事に就任。長崎県では史上初めての、県庁職員生え抜きの公選知事であった。また、初の第二次世界大戦後生まれの知事である。民主党では、知事選の選挙戦中に民主党選挙対策委員長の石井一参議院議員が「それなりの姿勢」発言をおこなったほか、中村の知事就任後にも民主党幹部が「今後は予算で農協を干し上げていく」と発言し、中村知事への反発を隠さなかった。

#### 2014年長崎県知事選挙
2013年11月、翌年2月の長崎県知事選挙に再選を目指して立候補する意向を固め、11月21日の長崎県議会本会議で正式に出馬を表明した。2014年2月の長崎県知事選では自民・公明両党から前回の「支援」を上回る「推薦」を得たほか、前回は対立候補を擁立した民主党の長崎県連から支持を受け、再選された。

#### 2018年長崎県知事選挙
2018年、前回と同じく自民党及び公明党から推薦を受けたほか、民進党長崎県連からの支持も受け選挙戦を戦い、長崎県知事に3選した。

#### 2022年長崎県知事選挙
2021年12月21日、長崎県議会本会議で翌年2月に行われる長崎県知事選挙へ立候補する意向を表明した。立憲民主党長崎県連・国民民主党長崎県連から支持を受けた。
2022年2月20日の投開票の結果、新人で自民党長崎県連・日本維新の会の推薦を受けた大石賢吾に541票差で敗れ落選。
2025年（令和7年）春の叙勲で旭日重光章を受章した。